# Varignana (przystanek kolejowy)
Varignana (wł. Stazione di Varignana) – przystanek kolejowy w Varignana (gmina Castel San Pietro Terme, w prowincji Bolonia, w regionie Emilia-Romania, we Włoszech. Znajduje się na linii Bolonia – Ankona. 
Według klasyfikacji Rete Ferroviaria Italiana ma kategorią brązową.

## Historia
Przystanek Ozzano dell’Emilia otwarto 28 czerwca 2008.

## Infrastruktura
Przystanek ma dwa tory po jednym dla każdego kierunku jazdy, położone przy dwóch peronach, połączonych tunelem.

## Połączenia
Przystanek kolejowy jest obsługiwany przez pociągi linii S4B Bologna Centrale – Imola Kolei aglomeracyjnej w Bolonii.

## Linie kolejowe
- Bolonia – Ankona